# Amt für Statistik Berlin-Brandenburg
Das Amt für Statistik Berlin-Brandenburg ist der zentrale Dienstleister auf dem Gebiet der amtlichen Statistik für die Region Berlin-Brandenburg. Das Amt hat seinen Hauptsitz in Potsdam und weitere Standorte in Berlin-Friedrichsfelde und Cottbus. Gegenwärtig sind ca. 470 Mitarbeiter beschäftigt (Stand: 2023). Es erhebt, analysiert und veröffentlicht Daten zu Bevölkerung, Gesellschaft und Wirtschaft. Die Statistiken stehen der Öffentlichkeit kostenfrei auf der Internetseite zur Verfügung. Alle Erhebungen erfolgen nach einheitlichen Standards auf EU-, Bundes- und Länderebene, um vergleichbare und verlässliche Informationen bereitzustellen.

## Statistische Produkte
- Statistische Berichte: Regelmäßige Publikationen mit aktuellen Ergebnissen, darunter Bevölkerungsdaten, Arbeitsmarktstatistiken und Verbraucherpreise. Viele Ergebnisse beziehen sich auf Berlin und Brandenburg insgesamt, weitere sind bis auf Landkreis-, Gemeinde- oder Bezirksebene verfügbar.[2] In Berlin werden zudem Daten nach dem Konzept der lebensweltlich orientierten Räume (LOR) gegliedert.
- Interaktive Dashboards: Grafische Übersichten zu verschiedenen Statistiken. Ein erweitertes Datenportal mit filterbaren Tabellen für individuelle Auswertungen ist im Aufbau.
- Analysen und Schwerpunktthemen: Statistische Untersuchungen zu aktuellen gesellschaftlichen Entwicklungen, darunter die Auswirkungen des Ukraine-Krieges[3], das Preisbarometer Berlin-Brandenburg mit Preisentwicklungen für mehr als 300 Produkte und Dienstleistungen[4] sowie der Amtventskalender, eine datenbasierte Darstellung zu weihnachtlichen Aspekten.
- Verzeichnisse: Thematische Listenwerke, darunter die Straßenumbenennungen in Berlin, das Adressverzeichnis der LOR, das Krankenhausverzeichnis sowie das Ortsteil- und Gemeindeverzeichnis Brandenburgs.

## Weitere Aufgaben und Kooperationen
- Kommunalstatistik: Zur kleinräumigen Analyse und Darstellung sozialer sowie wirtschaftlicher Entwicklungen in Stadtgebieten nutzt Berlin das Konzept der Lebensweltlich orientierten Räume (LOR). Die Daten dienen als Grundlage für Stadtplanung, Sozialpolitik und wissenschaftliche Untersuchungen.
- Wahlen in Berlin und Brandenburg: Das Amt unterstützt die Organisation und Auswertung von Wahlen auf kommunaler, Landes- und Bundesebene. Es erfasst, prüft und veröffentlicht Wahlergebnisse und erstellt detaillierte Statistiken zur Wahlbeteiligung sowie zur Stimmverteilung nach Alter und Geschlecht (repräsentative Wahlstatistik).
- Zensus: Als Teil des Statistischen Verbunds führt das Amt Volkszählungen (Zensus) für die Region durch. Der Zensus liefert Daten zur Bevölkerungszahl, Altersstruktur, Wohnsituation und Erwerbstätigkeit, die für politische Entscheidungen, Infrastrukturplanungen und die Mittelverteilung zwischen Bund, Ländern und Kommunen genutzt werden. Der letzte Zensus fand 2022 statt.
- Zu den weiteren Services zählen der Informationsservice für individuelle Auskünfte, der Geoservice für raumbezogene Datenverarbeitungen, der Befragungsservice, der sich insbesondere an Verwaltungen in Berlin und Brandenburg richtet, sowie die Bibliothek des Amtes am Standort Berlin-Brandenburg mit einem umfangreichen Präsenzbestand an statistischen Veröffentlichungen des Bundes und der Länder (auch der ehemaligen DDR). Das Forschungsdatenzentrum stellt amtliche Mikrodaten für wissenschaftliche Analysen bereit.
- Das Amt für Statistik Berlin-Brandenburg kooperiert mit der Hochschule für Wirtschaft und Recht Berlin und bietet einen dualen Studiengang an, um den wissenschaftlichen Nachwuchs zu fördern.[5] Es bildet zudem Fachangestellte für Markt- und Sozialforschung aus.[6]
- Gemäß dem föderalen Staatsprinzip arbeitet das Amt eng mit den weiteren 13 Statistischen Ämtern der Länder sowie dem Statistischen Bundesamt zusammen.

## Themenbereiche
Das Amt für Statistik Berlin-Brandenburg veröffentlicht Statistiken zu den folgenden Themenbereichen:
- Arbeit (Erwerbstätigkeit, Verdienste, Arbeitskosten)
- Bevölkerung (Demografie, Mikrozensus)
- Bildung (Schulen, Hochschulen, Ausbildungsförderung)
- Gesundheit (Gesundheitsökonomische Gesamtrechnungen, Familienplanung, Krankenhaus und Rehabilitation, Pflege, Todesursachen)
- Preise (Baupreise, Bodenmarkt, Verbraucherpreise)
- Staat (Flächennutzung, Öffentlicher Dienst, Öffentliche Finanzen, Rechtspflege, Steuern)
- Soziales (Asylbewerberleistungen, Kinder- und Jugendhilfe, Menschen mit Behinderung/Eingliederungshilfe, Sozialhilfe, Wohngeld)
- Umwelt (Abfall und Luftbelastungspotenzial, Energie, Umweltökonomische Gesamtrechnungen, Umweltausgaben, Wasser)
- Verkehr (Personenverkehr, Straßenverkehr, Binnenschiffsverkehr)
- Volkswirtschaft (Außenhandel, Einkommen und Konsum, Gewerbeanzeigen, Insolvenzen, Unternehmen, Volkswirtschaftliche Gesamtrechnungen, Zeitverwendung)
- Wahlen in Berlin und Brandenburg
- Wirtschaftsbereiche (Bauen und Wohnungen, Dienstleistungen, Handel, Landwirtschaft und Forstwirtschaft, Handwerk, Tourismus und Gastgewerbe, Verarbeitendes Gewerbe)

## Rechtsgrundlage
Die Arbeit des Amtes für Statistik Berlin-Brandenburg basiert auf gesetzlichen Vorgaben, die Objektivität, Neutralität und wissenschaftliche Unabhängigkeit sowie den Schutz statistischer Daten gewährleisten und im Bundesstatistikgesetz verankert sind. Darüber hinaus ist dort die statistische Geheimhaltung als zentrales Fundament der Beziehungen zu den Auskunftgebenden geregelt. Das bedeutet, dass die für statistische Zwecke erhobenen Angaben strikt geheim zu halten sind und nur für die gesetzlich bestimmten Zwecke verwendet werden. Jede durchgeführte und veröffentlichte Statistik benötigt eine rechtliche Grundlage, in der Regel ein Bundes- und/oder Landesgesetz oder eine Rechtsverordnung.
Ein Verwaltungsrat mit Vertreterinnen und Vertretern der Innen- und Finanzressorts der Länder Berlin und Brandenburg steuert und entscheidet über grundsätzliche Angelegenheiten des Amtes. Zudem überwacht er die ordnungsgemäße Geschäftsführung durch den Vorstand.

## Gründung
Das Amt für Statistik Berlin-Brandenburg entstand am 1. Januar 2007 durch Zusammenschluss des Statistischen Landesamtes Berlin und der Abteilung Statistik des Landesbetriebes für Datenverarbeitung und Statistik Brandenburg (LDS BB). Es wurde durch einen Staatsvertrag der beiden Länder als Anstalt des öffentlichen Rechts errichtet. Der erste Vorstand (Präsidentin) wurde Ulrike Rockmann, ehemalige Direktorin des Statistischen Landesamts Berlin.

## Aufsicht
Die Rechts- und Fachaufsicht üben die Senatsverwaltung für Inneres und Sport Berlin und das Ministerium des Inneren und für Kommunales Brandenburg aus.